# シャンタル・トゥイー
シャンタル・トゥイー（Chantal Thuy, 1990年8月27日 - ）はカナダ出身の女優。

## 略歴
カナダ ケベック州モントリオール生まれ。両親はベトナム戦争の混乱から逃れたボートピープルだった。生まれ育ったモントリオールにはアジア系の友人が1人もおらず、いじめられることもあったという。
ニューヨークのステラ・アドラー演技学校を卒業し、2005年の短編ホラー映画 ”Alex, Vampire Slayer” でデビュー。映画やテレビドラマ等に出演してきたが、2018年に始まったテレビシリーズ「ブラック・ライトニング」でDCコミックスのキャラクター、グレース・チョイ役で広く知られるようになった。
2018年、3世代に渡るベトナム系カナダ人家族を描いた小説 ”That Summer in Provincetown”の映画化権を買い取り、自ら脚本にも参加している。2021年には「私立探偵マグナム」シーズン4の刑事役でレギュラー出演をした。
舞台でも活躍しており、演出家トレイシー・レッツの「リンダ・ヴィスタ」でブロードウェイでのデビューを果たした。

## プライベート
- 仏教徒とカトリック教徒の家庭で育ったシャンタルは、2014年にチベット仏教を選択した。
- 英語、フランス語、ベトナム語が堪能。さらにチベット仏教への関心が深まったことでチベット語を学んでいる[4]。

## 主な出演作
| 製作年    | 邦題 原題                              | 役名             | 備考                                     |
| --------- | -------------------------------------- | ---------------- | ---------------------------------------- |
| 2005      | Alex, Vampire Slayer                   |                  | 短編映画                                 |
| 2014-2015 | マダム・セレクタリー Madam Secretary   | ヌン・チュワン   | テレビシリーズの1エピソード              |
| 2014-2021 | ブラック・ライトニング Black Lightning | グレース・チョイ | テレビシリーズのレギュラー               |
| 2021      | 私立探偵マグナム Magnum P.I.           | リア・カレオ     | テレビシリーズのレギュラー（シーズン４） |